# Ludvig Munthe (militär)
Carl David Ludvig Wilhelm W:son Munthe, född 7 augusti 1849 i Långaryds socken, Halland, död 8 januari 1937 i Lidingö, var en svensk militär. Han var bror till Åke Munthe.

## Biografi

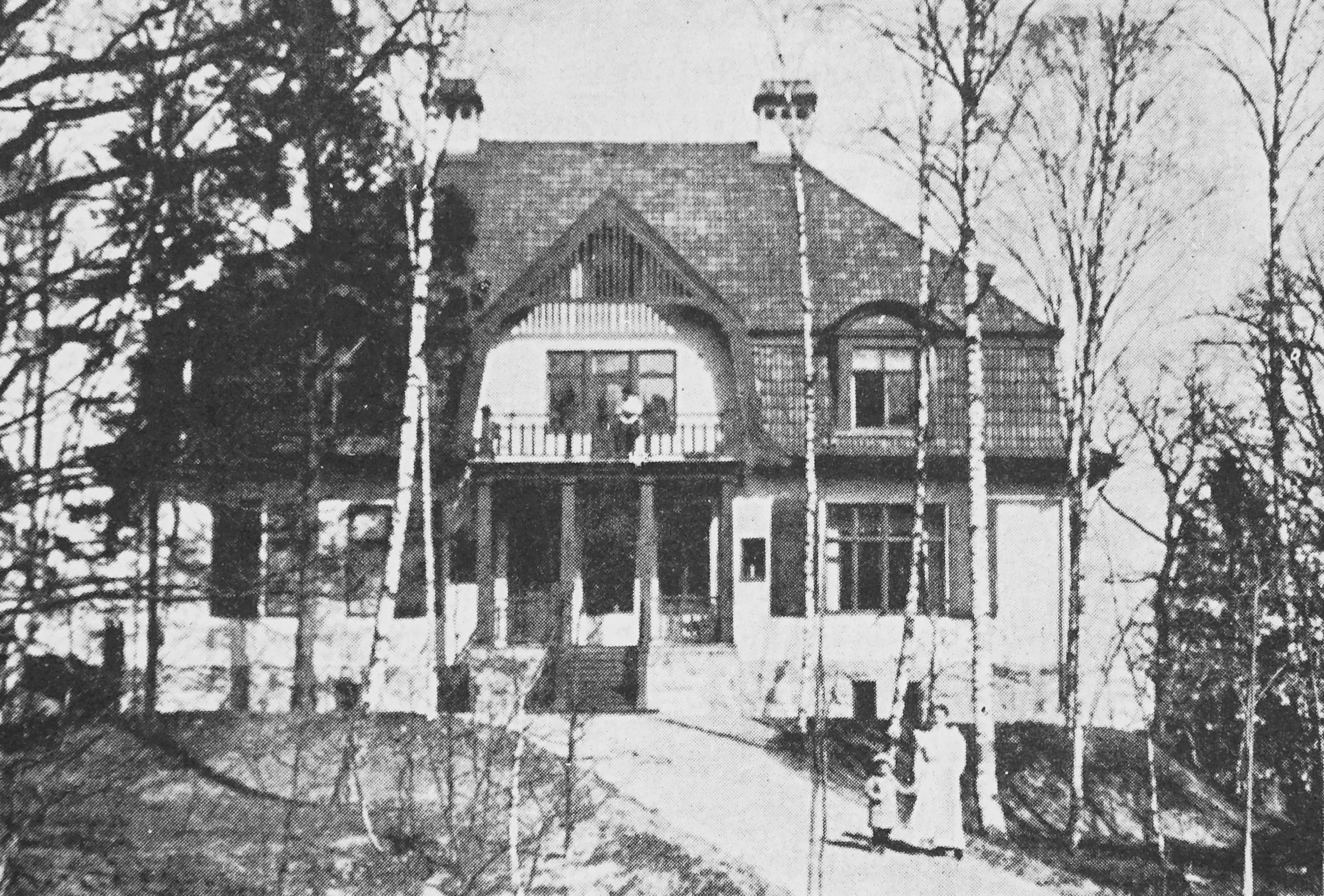
Munthes Villa, i Brevik, Lidingö 1910.

Munthe blev underlöjtnant vid Fortifikationen 1866, major 1890, överste 1903, generalmajor och chef för Fortifikationen 1910, generallöjtnant 1915 och erhöll avsked samma år. Munthe var lärare vid Krigshögskolan 1884–1890, chef för Sappörbataljonen 1890–1895, chef för Fortifikationsstaben, Fortifikationsdepartementets militärbyrå och Marinförvaltningens fortifikationsavdelning  1903–1910. Han deltog som sakkunnig vid förhandlingarna i Karlstad 1905 och var ordförande och ledamot av ett stort antal kommittéer, bland annat Försvarskommissionen 1906–1908, samt ordförande i Statens krigsmaterielkommission 1915–1922. Munthe utgav bland annat Munthe-slägten (1883) och Kungliga Fortifikationens historia (1902–1919). Han blev riddare av Svärdsorden 1887, kommendör av andra klassen av samma orden 1903 och kommendör av första klassen 1907. Munthe är begraven på Norra begravningsplatsen utanför Stockholm.